# サウル・クラビオット
サウル・クラビオット・リベロ（スペイン語: Saúl Craviotto Rivero, 1984年11月3日 - ）は、スペイン・リェイダ出身のカヌースプリント選手（カヤック）。オリンピックでは計6個（金2個・銀2個・銅2個）のメダルを獲得している。

## 経歴

### オリンピック
オリンピックのカヌー競技では6個のメダルを獲得している。
2008年の北京オリンピックではカルロス・ペレスとともにK-2 500mに出場して金メダルを獲得した。
2012年のロンドンオリンピックではK-1 200mに出場して銀メダルを獲得した。
2016年のリオデジャネイロオリンピックではクリスティアン・トロとともにK-2 500mに出場して金メダルを獲得した。前回大会で銀メダルだったK-1 200mでは銅メダルを獲得している。
2021年の東京オリンピックでは、競泳のミレイア・ベルモンテとともにスペイン選手団の旗手を務めた。マルクス・ワルツ、カルロス・アレバロ、ロドリゴ・ヘルマデとともに出場したK-4 500mで銀メダルを獲得した。
2024年のパリオリンピックでは、マルクス・ワルツ、カルロス・アレバロ、ロドリゴ・ヘルマデとともに出場したK-4 500mで銅メダルを獲得した。

### 世界選手権
カヌースプリント世界選手権では11個のメダルを獲得している。
2009年にカナダのダートマスで開催された世界選手権ではK-1 4×200mで金メダルを、K-2 200mで銀メダルを獲得した。2010年にポーランドのポズナンで開催された世界選手権ではK-1 4×200mで金メダルを、K-2 200mで銀メダルを獲得した。2011年にハンガリーのセゲドで開催された世界選手権ではK-1 4×200mで金メダルを獲得した。
2013年にドイツのデュースブルクで開催された世界選手権ではK-1 200mで銅メダルを獲得し、2014年にロシアのモスクワで開催された世界選手権でもK-1 200mで銅メダルを獲得した。

### 地中海競技大会
カヌースプリント地中海競技大会では6個のメダルを獲得している。
2008年にイタリアのミラノで開催された地中海競技大会では、カルロス・ペレスとともに出場したK-2 500mで銀メダルを獲得した。2009年にドイツのブランデンブルク州で開催された地中海競技大会では、ペレスとともに出場したK-2 200mで銀メダルを獲得した。2010年にスペインのアストゥリアス州コルベラ・デ・アストゥリアスで開催された地中海競技大会では、ペレスとともに出場したK-2 200mで銀メダルを獲得し、K-2 500mで銀メダルを獲得した。
2013年にトルコのメルスィンで開催された地中海競技大会では、ペレスとともに出場したK-2 200mで金メダルを獲得し、K-1 200mで銀メダルを獲得した。

## オリンピックでの競技結果
| 年   | 大会                         | 種目     | 順位 |
| ---- | ---------------------------- | -------- | ---- |
| 2008 | 北京オリンピック             | K-2 500m | 1位  |
| 2012 | ロンドンオリンピック         | K-1 200m | 2位  |
| 2016 | リオデジャネイロオリンピック | K-2 200m | 1位  |
| 2016 | リオデジャネイロオリンピック | K-1 200m | 3位  |
| 2021 | 東京オリンピック             | K-4 500m | 2位  |
| 2024 | パリオリンピック             | K-4 500m | 3位  |